# Механик (фильм, 2011)
«Механик» (англ. The Mechanic) — американский художественный фильм в жанре триллера с элементами боевика режиссёра Саймона Уэста, ремейк одноимённого фильма 1972 года, в котором снялся Чарльз Бронсон. Премьера фильма состоялась 27 января 2011 года в СНГ и 28 января 2011 года в США.

## Сюжет
Наёмный убийца Артур Бишоп (Джейсон Стейтем), работающий на компанию, известную как «Организация», известен в узких, но очень опасных кругах хладнокровием, аккуратностью и безупречной результативностью. Он способен виртуозно, до секунды просчитать любую ситуацию. Киллеров такого типа называют «механиками».
Однажды Бишоп получает очередной заказ — ликвидировать своего лучшего друга Гарри МакКену (Дональд Сазерленд), предавшего интересы общего дела. Артур с тяжестью на душе выполняет его, поскольку так или иначе Гарри приговорён — просто это сделает другой «механик», а Бишопу не поздоровится.
На похоронах он встречает Стива (Бен Фостер), сына покойного. Стив хотел стать «механиком», и Артур берёт его в ученики. После нескольких выполненных заданий Артур узнает, что его обманули и его друг Гарри никогда никого не предавал. На Артура и Стива устроены две засады, но они расправляются с боевиками и собираются убить руководителя их группировки, Дина. Однако во время подготовки Стив находит в гараже Бишопа именной пистолет Гарри — доказательство, подтверждающее причастность Артура к убийству его отца.
Бишоп замечает пистолет Гарри во внутреннем кармане пиджака Стива. Напарники успешно расправляются с Дином. Стив при помощи пистолета отца и разлитого бензина подрывает автомобиль, в котором его ожидает Бишоп. Стив возвращается в дом Бишопа, включает музыку и покидает особняк на раритетном автомобиле Артура, который тот собирал несколько лет. На соседнем сиденье он находит записку Бишопа, в которой тот сообщает ему, что Стивен уже мертв, если читает ее. Автомобиль взрывается. Проигрыватель в доме Бишопа активирует пиротехническую мину, которая уничтожает весь особняк. Пистолет Гарри, чудом уцелевший, лежит недалеко от горящего автомобиля. На нем выгравировано латинское крылатое выражение на двух языках: AMAT VICTORIA CURAM - "Победа любит старание"; VICTORY LOVES PREPARATION - "Победа любит подготовку".
Криминалисты проверяют записи с камер видеонаблюдения, запечатлевшие взрыв автомобиля с Бишопом: становится ясно, что Артур выпрыгнул из машины за несколько мгновений до взрыва.

## В ролях
- Джейсон Стейтхем — Артур Бишоп
- Бен Фостер — Стив МакКена
- Тони Голдуин — Дин
- Дональд Сазерленд — Гарри МакКена
- Джефф Чейз[англ.] — Берк
- Мини Анден — Сара
- Катажина Волейнио — Мария
- Криста Кэмпбелл — Келли
- Дэвид Литч — Себастьян
- Мэтт Макколм — телохранитель

## Производство
Съёмки фильма начались 14 октября 2009 года в Новом Орлеане и длились 9 недель. Места съемок включали: приход Сент-Таммани, Всемирный торговый центр в центре Нового Орлеана и Алжирский рынок морепродуктов.

## Критика
Фильм получил смешанные отзывы кинокритиков. На сайте Rotten Tomatoes фильм  имеет рейтинг 53% на основе 167 рецензий со средним баллом 6,8 из 10. На сайте Metacritic фильм имеет оценку 49 из 100 на основе 35 рецензий критиков, что соответствует статусу «смешанные или средние отзывы».